# Seidl Antal
Seidl Antal (Pest, 1850. május 7. – New York, 1898. március 28.) magyar származású karmester, Wagner asszisztense, a New York-i Metropolitan Opera vezető karmestere, majd a New York-i Filharmonikusok zenei igazgatója volt.

## Pályája
Zenei tanulmányait kisgyerek korában szülővárosában, Pesten kezdte, majd két egyetemi év  után 1870-72 között a lipcsei konzervatórium növendéke lett.
Ettől kezdődően a Pesten megjelenő Zenészeti Lapokban a lipcsei zenei életről, valamint Wagnerrel kapcsolatban már megjelentek írásai, 1872-től pedig Wagnernek segédkezett Bayreuthban A Nibelung gyűrűje tetralógia partitúrájának és szólamainak letisztázásában. Ezután az 1876-ban elinduló Bayreuthi Ünnepi Játékokban már részt vett, ugyanakkor 1875-ben Angelo Neumann német énekes-intendáns Lipcsébe hívta, így 1879-ben már Wagner ajánlására a Lipcsei Opera karmestere lett, 1881 májusában a berlini Victoria Theater-ben ő mutatta be a teljes A Nibelung gyűrűje tetralógiát, valamint 1883-ban ő vezényelte a Neumann-féle társulat Nibelung előadásait.
1885-ben elhagyta a kontinenst és mint neves Wagner dirigens az abban az évben elhunyt Leopold Damrosch utódjaként a New York-i német opera élére került, melynek a Metropolitan Opera adott otthont. Emellett 1886-ban Bayreuthban és 1897-ben Londonban is vezényelt. 1891-ben elfogadta a New York-i Filharmonikusok vezető karmesteri posztját, melynek felkérésére komponálta Antonín Dvořák IX. Újvilág szimfóniáját, a mű ősbemutatója 1893. december 16-án volt a Carnegie Hallban, a zenekart Seidl Antal vezényelte. A The New York Times a mű bemutatójáról már másnapi cikkében tudósított,  de más művek megszületésében  is jelentős szerepe volt, Edvard Grieg eredetileg szóló zongorára írt 66 Lírikus darabjából négyet ő hangszerelt zenekarra, mely később az op. 54-es Lírikus szvit-ként vált ismertté.
Seidl a New York-i zenei élet rendkívül népszerű karmestere volt, tizenkét éves művészi tevékenysége New Yorkban mind a Met-ben, mind a New York-i Filharmonikusok számára új korszakot jelentett.  1898. március 28-án bekövetkezett váratlan halála után a Metropolitan Operában tartott megemlékezésen többezres tömeg búcsúztatta.

## Galéria

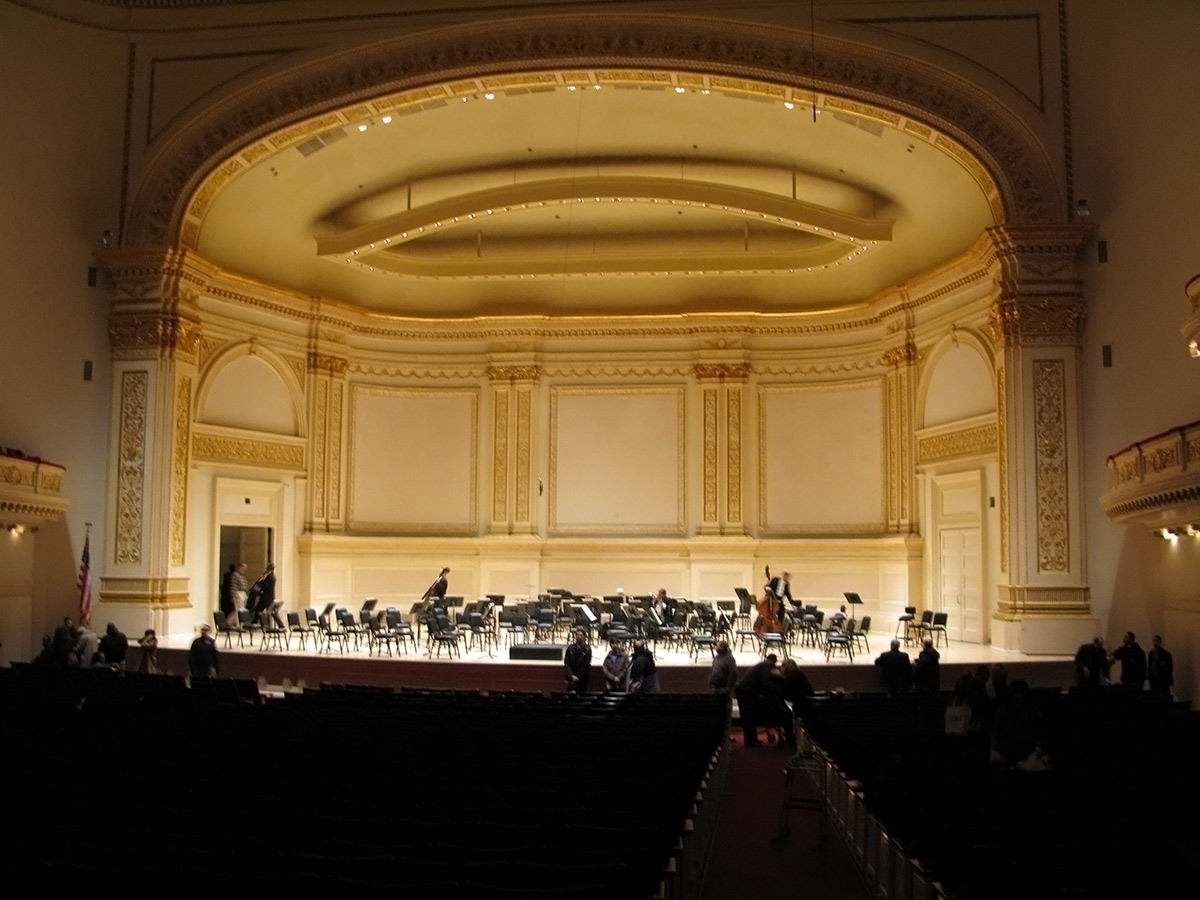
A Carnegie Hall, a New York-i Filharmonikusok otthona volt
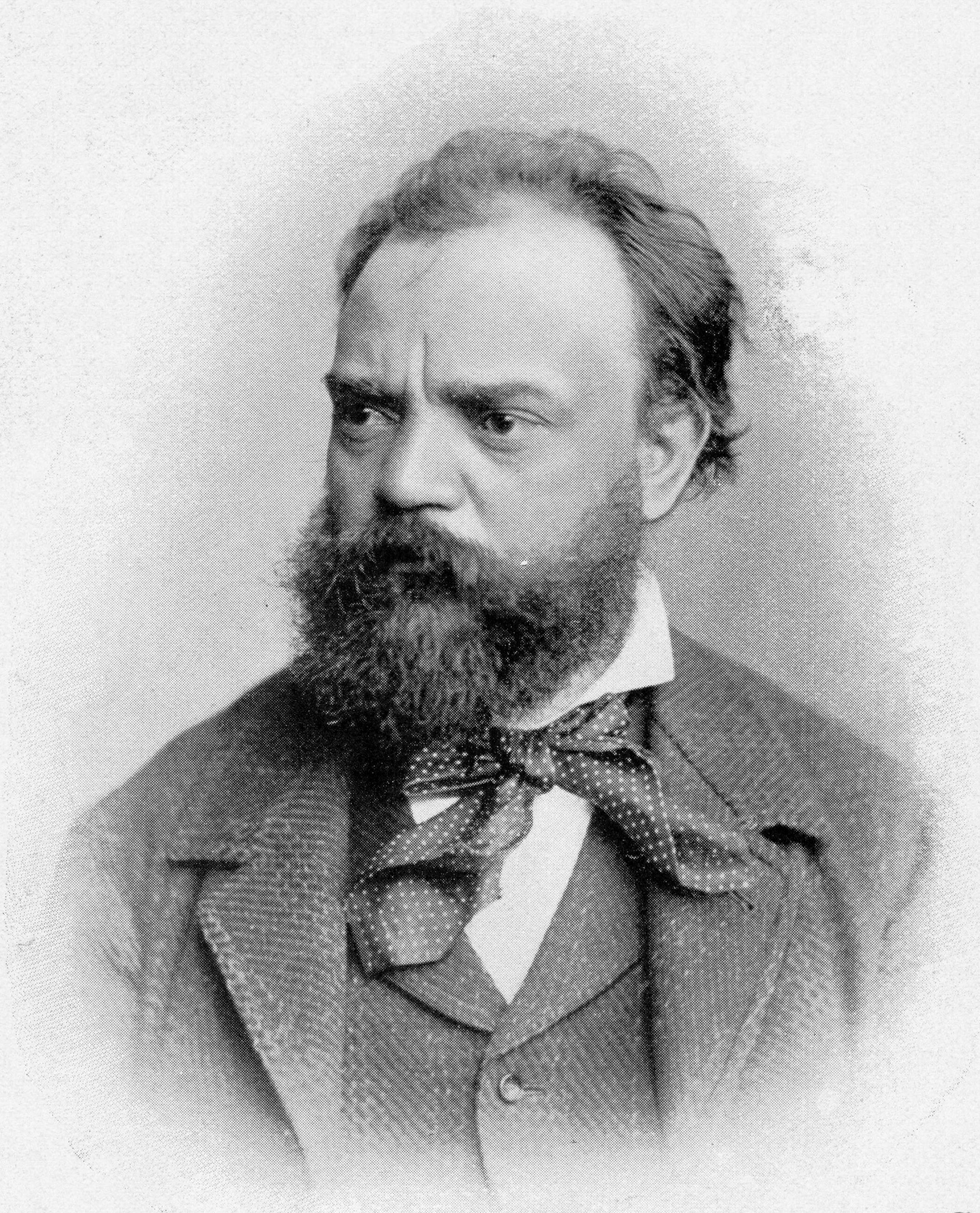
Antonín Dvořák: IX. "Újvilág szimfóniája" ősbemutatóját Seidl Antal vezényelte
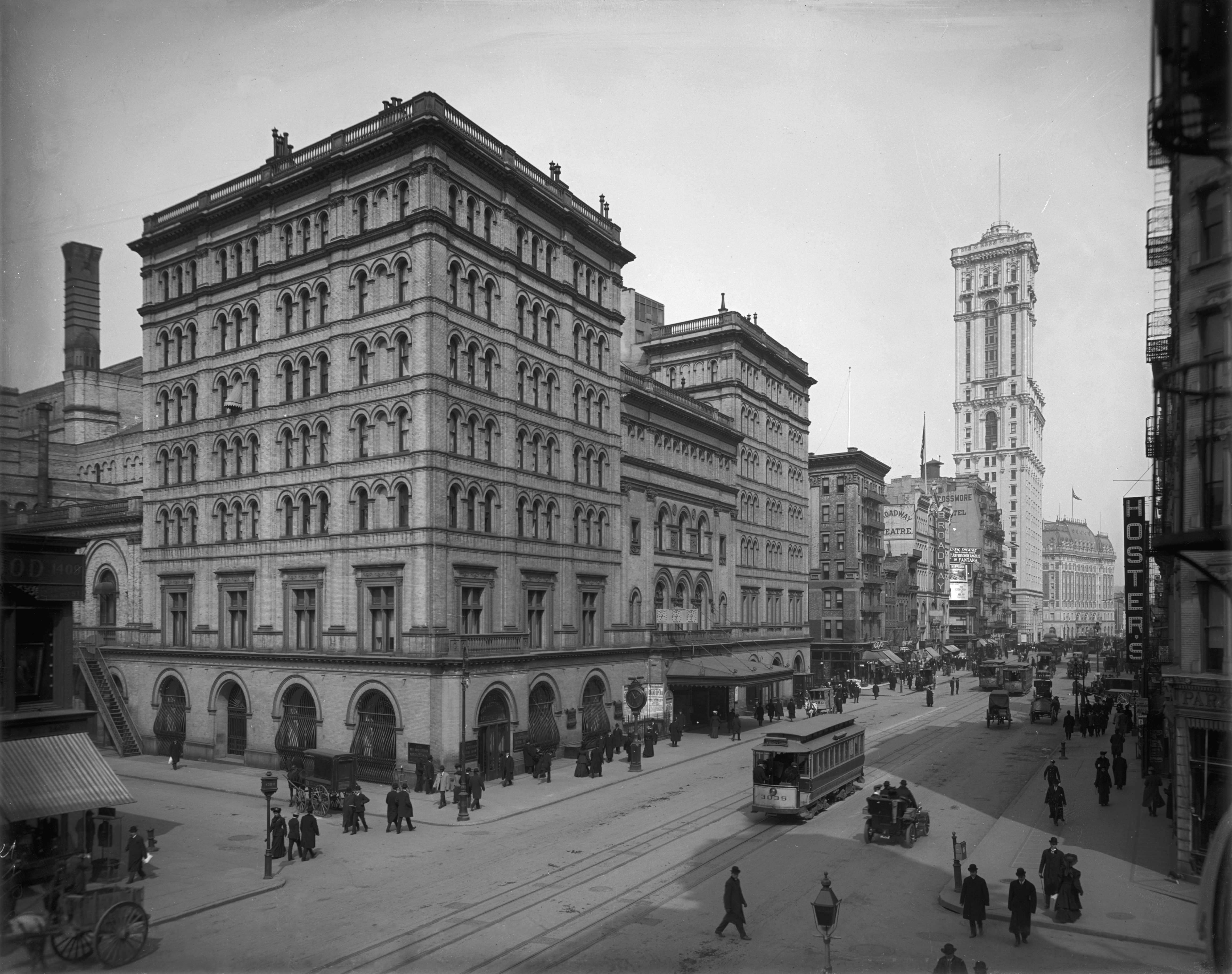
A New York-i közönség a Metropolitan Operában tartott megemlékezésen búcsúztatta